# Horodziej
Horodziej (biał. Гарадзея) – osiedle typu miejskiego na Białorusi w rejonie nieświeskim obwodu mińskiego,  4,1 tys. mieszkańców (2010). Znajduje się tu stacja kolejowa Horodziej, położona na linii Moskwa - Mińsk - Brześć.
W miejscowości działają dwie parafie – prawosławna (pw. Narodzenia Matki Bożej) i rzymskokatolicka (pw. św. Józefa). Rozgrywa tu swoje mecze klub wyszejszajaj lihy FK Haradzieja.

## Historia
Wieś magnacka Księstwa Nieświeskiego położone było w końcu XVIII wieku w powiecie nowogródzkim województwa nowogródzkiego.
W XIX i w początkach XX w. położony był w Rosji, w guberni mińskiej, w powiecie nowogródzkim.
W dwudziestoleciu międzywojennym miasteczko leżące w Polsce, w województwie nowogródzkim, w powiecie nieświeskim. Miejscowość była siedzibą wiejskiej gminy Horodziej. W 1921 miejscowość liczyła 1120 mieszkańców, zamieszkałych w 147 budynkach, w tym 503 Żydów, 407 Polaków, 206 Białorusinów, 1 Niemca i 3 osoby innej narodowości. 796 mieszkańców było wyznania mojżeszowego, 225 prawosławnego, 95 rzymskokatolickiego, 3 ewangelickiego i 1 innego. Do 1939 w miejscowej szkole powszechnej pracował jako nauczyciel Alfred Ludwig (1899–1940).
Podczas okupacji hitlerowskiej, jesienią 1941 roku Niemcy utworzyli getto dla żydowskich mieszkańców. Przebywało w nim około 1100 osób. 18 lipca 1942 roku Niemcy zlikwidowali getto, a Żydów zamordowano w okolicach miejscowości. Sprawcami zbrodni byli Niemcy z SD oraz litewskie siły bezpieczeństwa. 
Po II wojnie światowej w granicach Związku Sowieckiego. Według niektórych źródeł latem 1946 odbył się tu zjazd założycielski antysowieckiego Związku Walki o Niezależność Białorusi. Od 1991 w niepodległej Białorusi.

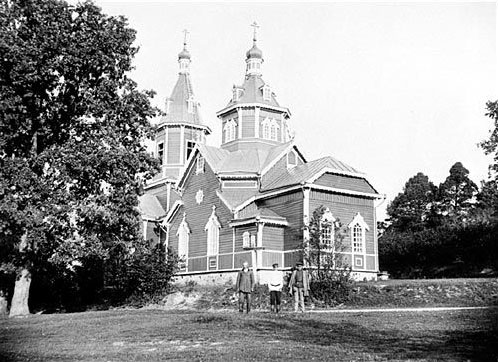
Nieistniejąca cerkiew Narodzenia Matki Bożej
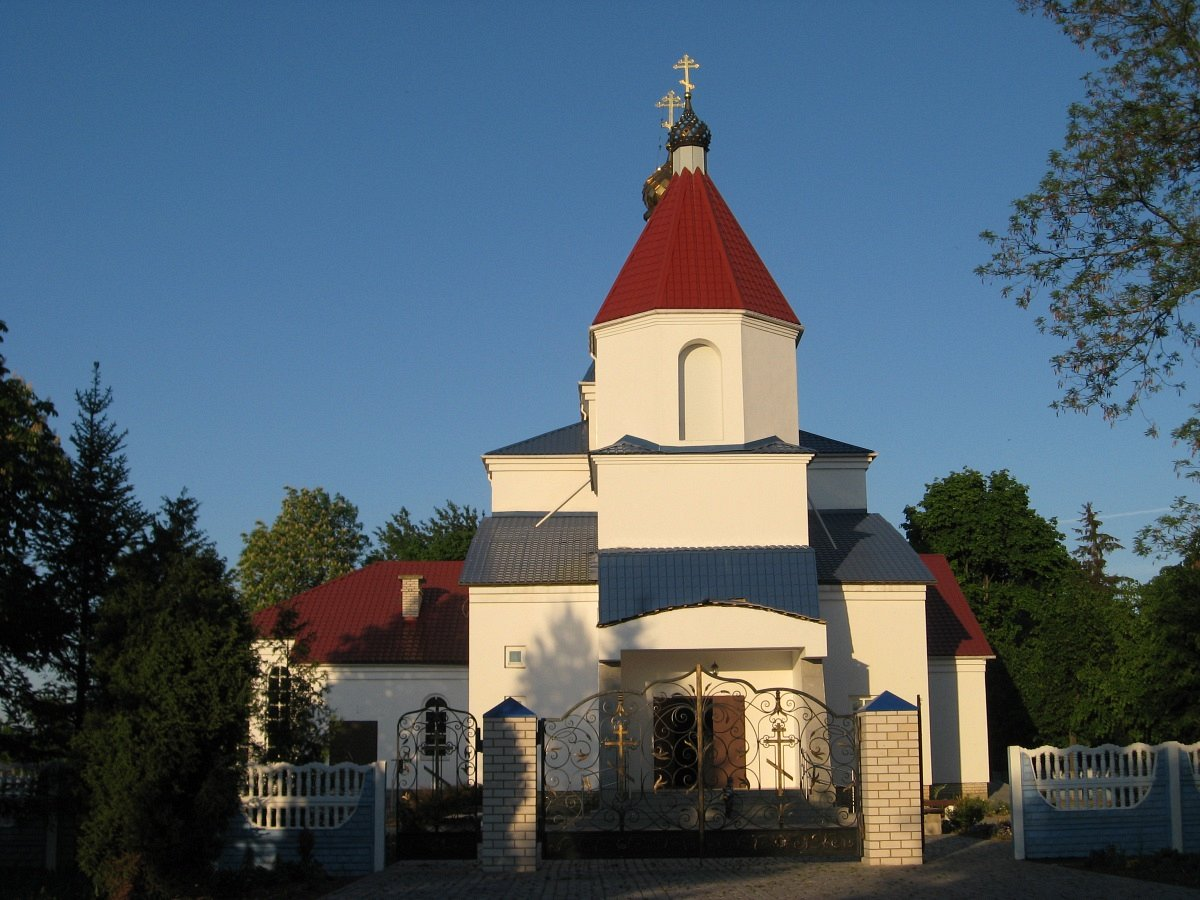
Współczesna cerkiew Narodzenia Matki Bożej
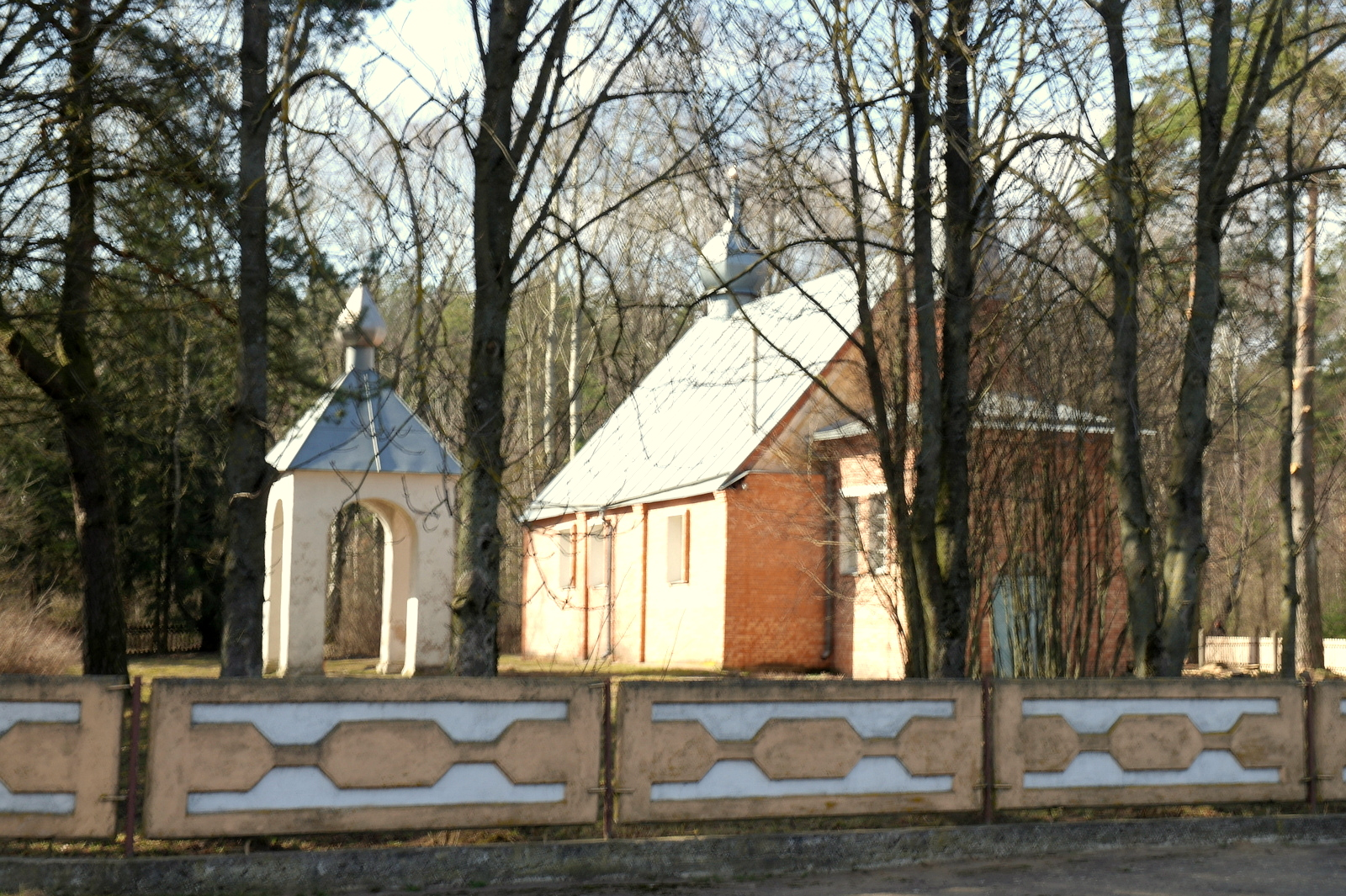
Cerkiew Przemienienia Pańskiego z pocz. XIX w.
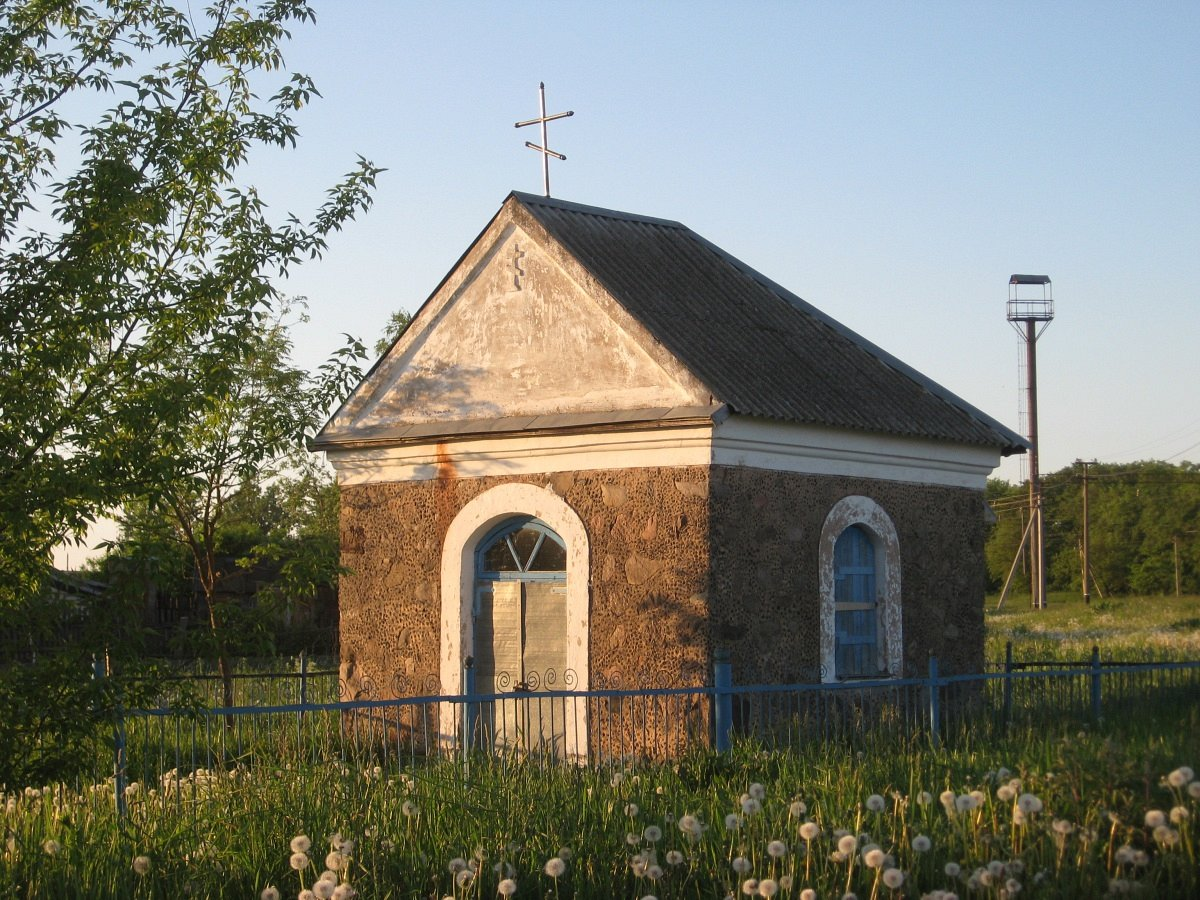
Przydrożna kaplica z 1874
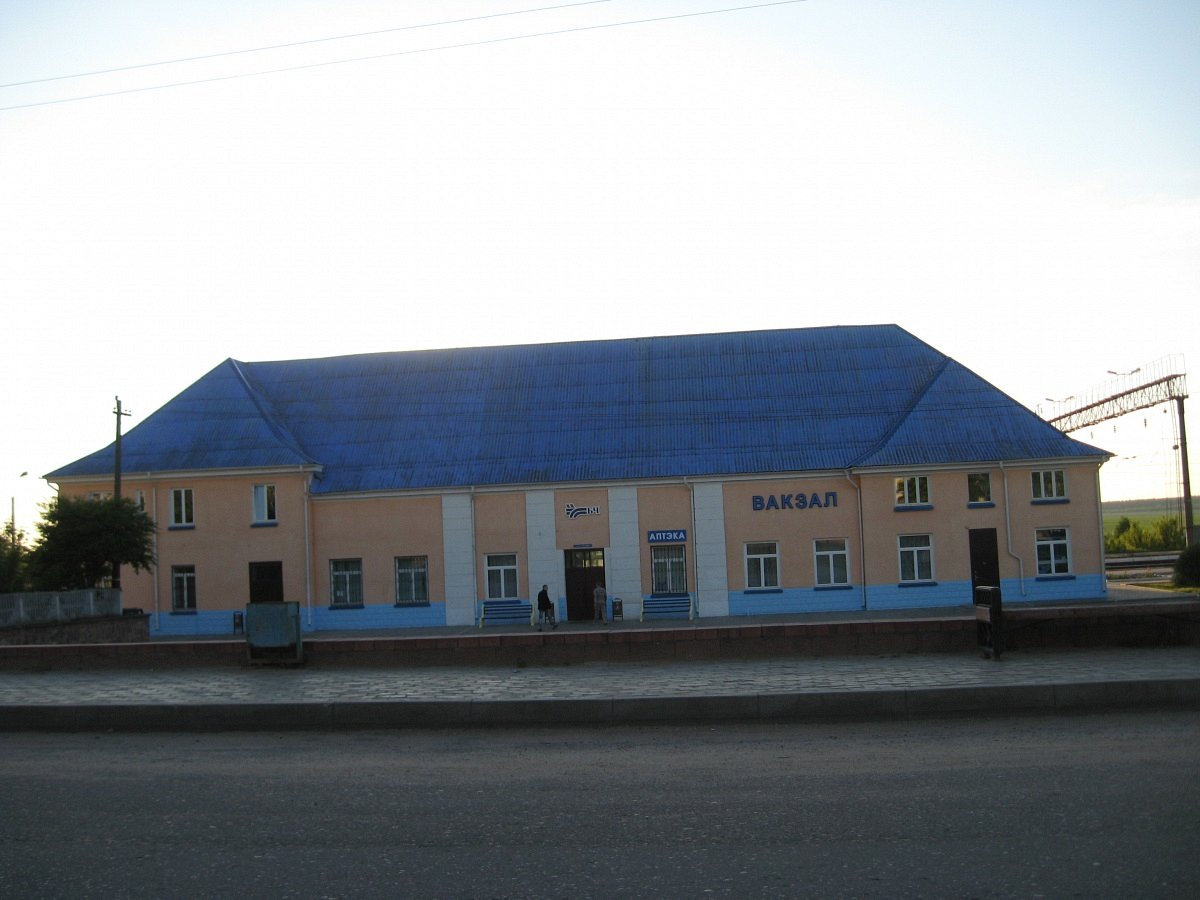
Dworzec kolejowy